# Niceforonia araiodactyla
Niceforonia araiodactyla é uma espécie de anfíbio  da família Craugastoridae.	
É endémica do Peru.	
Os seus habitats naturais são: matagal tropical ou subtropical de alta altitude.